# Charlotte Berend-Corinth

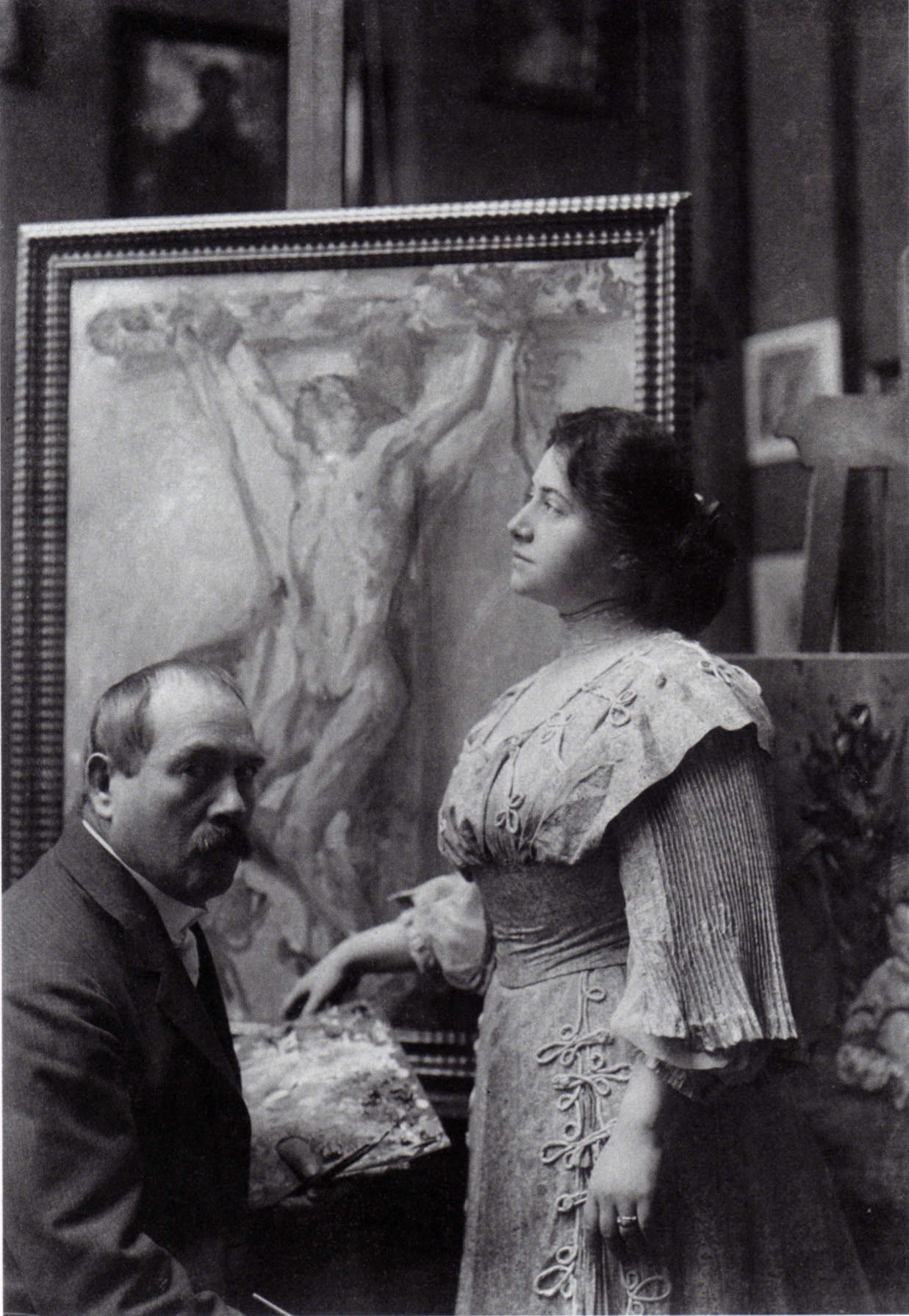
Lovis und Charlotte Corinth im Berliner Atelier 1908

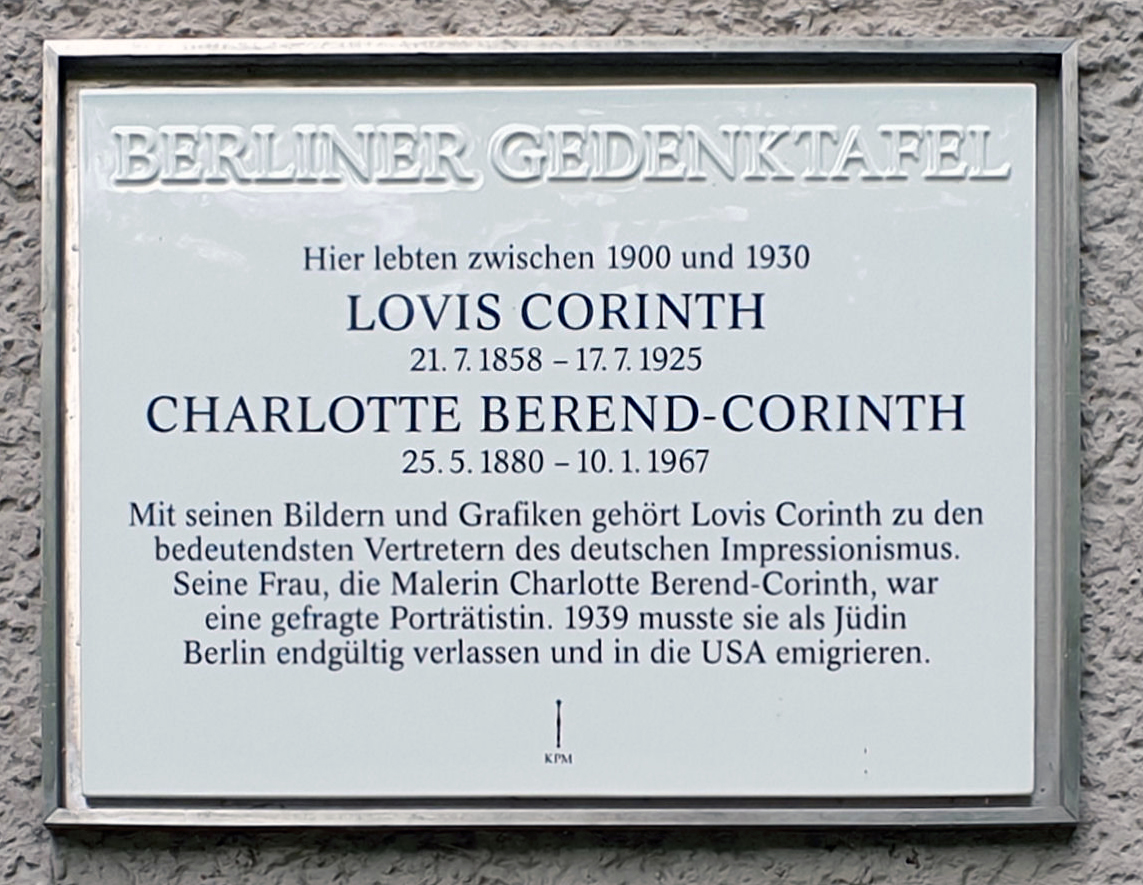
Berliner Gedenktafel am Haus, Klopstockstraße 25, in Berlin-Hansaviertel

Charlotte Berend-Corinth (geboren am 25. Mai 1880 in Berlin; gestorben am 10. Januar 1967 in New York) war eine deutsche Malerin, Lithographin, Buchillustratorin und Autorin der Moderne. Sie gehörte zu den erfolgreichsten und bekanntesten Malerinnen des frühen 20. Jahrhunderts. Ab 1906 stellte sie ihre eigenen Werke in Ausstellungen der Berliner Secession aus und war 1915 auf der Herbstausstellung der Galerie Fritz Gurlitt vertreten.
Sie war zudem Schülerin, Ehefrau und häufiges Modell des erfolgreichen Malers Lovis Corinth. In der Ehe mit ihm konzentrierte sie sich vor allem auf ihre Familie sowie die Gesundheit und Karriere ihres Ehemanns. Nach dem Tod von Lovis Corinth im Jahr 1925 war sie in Deutschland als einzige Frau in der Jury der Berliner Secession aktiv. Seit den 1930er Jahren und vor allem nach ihrer Flucht vor den Nationalsozialisten und der Emigration in die USA war sie weiter als Künstlerin erfolgreich. Sie schrieb zudem mehrere Bücher und verwaltete das Werk ihres Mannes. 1958 veröffentlichte sie das Werkverzeichnis Die Gemälde von Lovis Corinth, das bis heute als Standardreferenz genutzt wird.

## Leben

### Frühe Jahre und Ausbildung

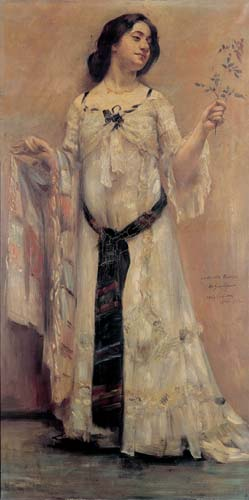
Lovis Corinth: Porträt Charlotte Berend im weißen Kleid, 1902

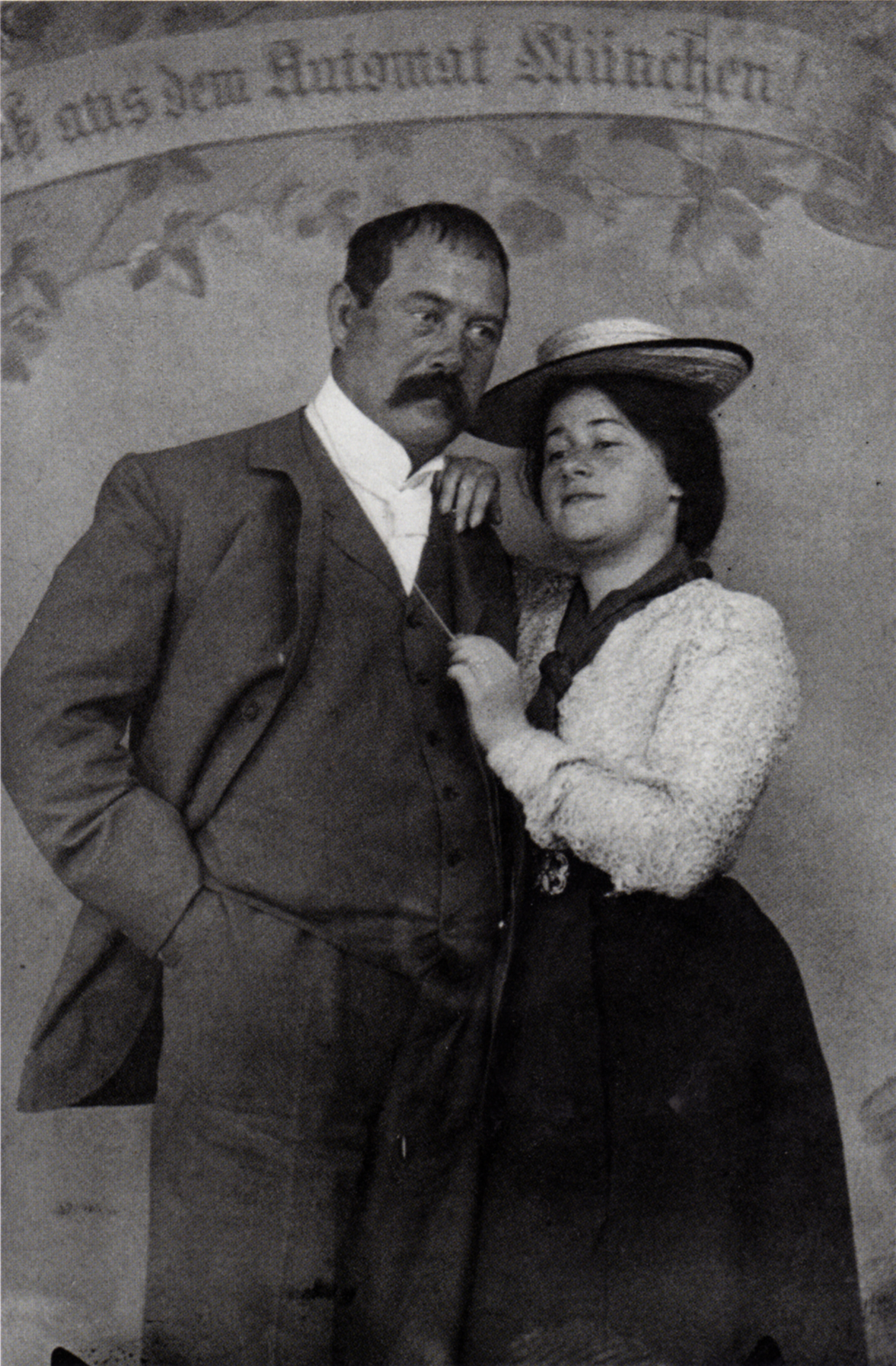
Lovis Corinth und Charlotte Berend, 1902

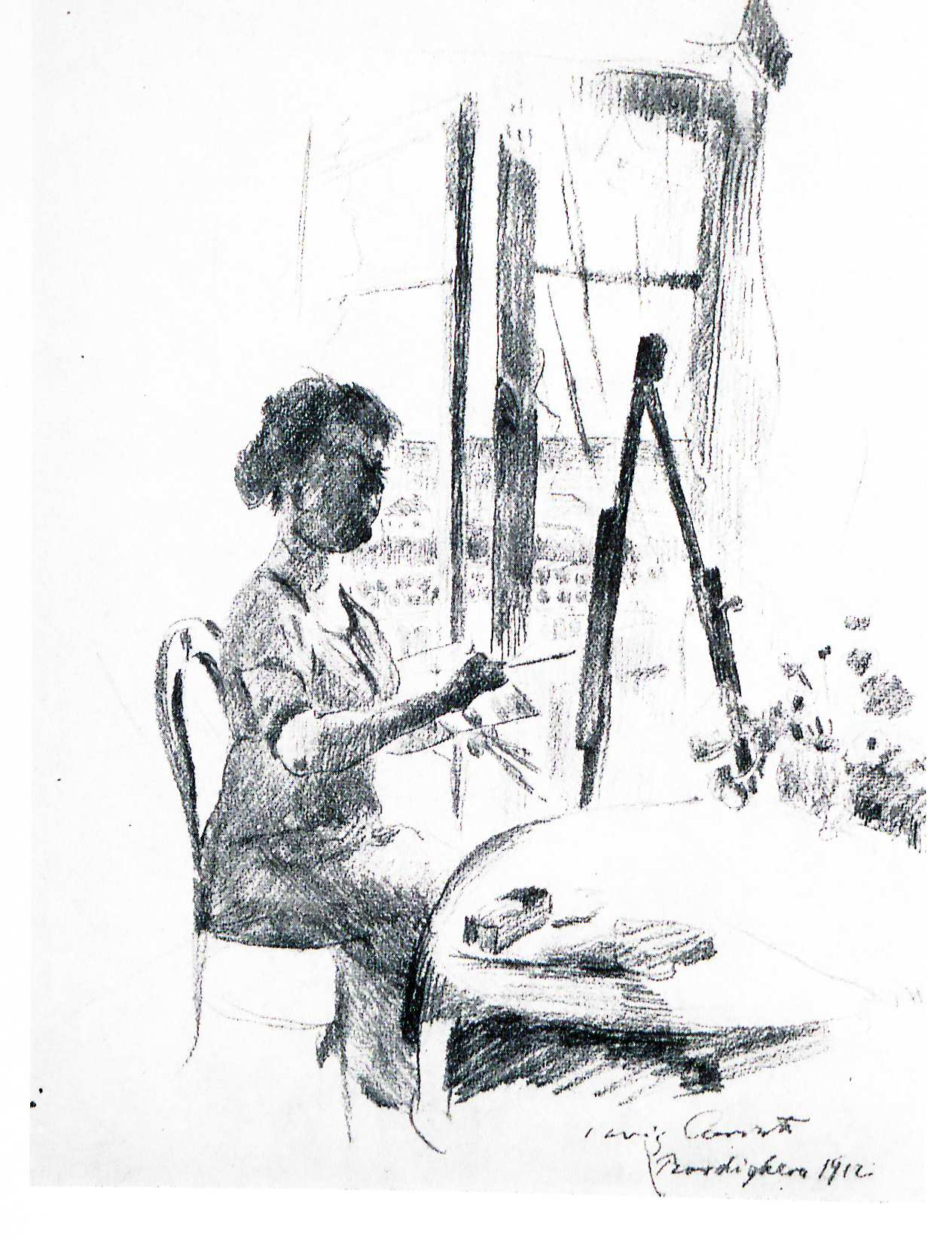
Lovis Corinth: Charlotte vor der Staffelei, 1912 (in Bordighera)

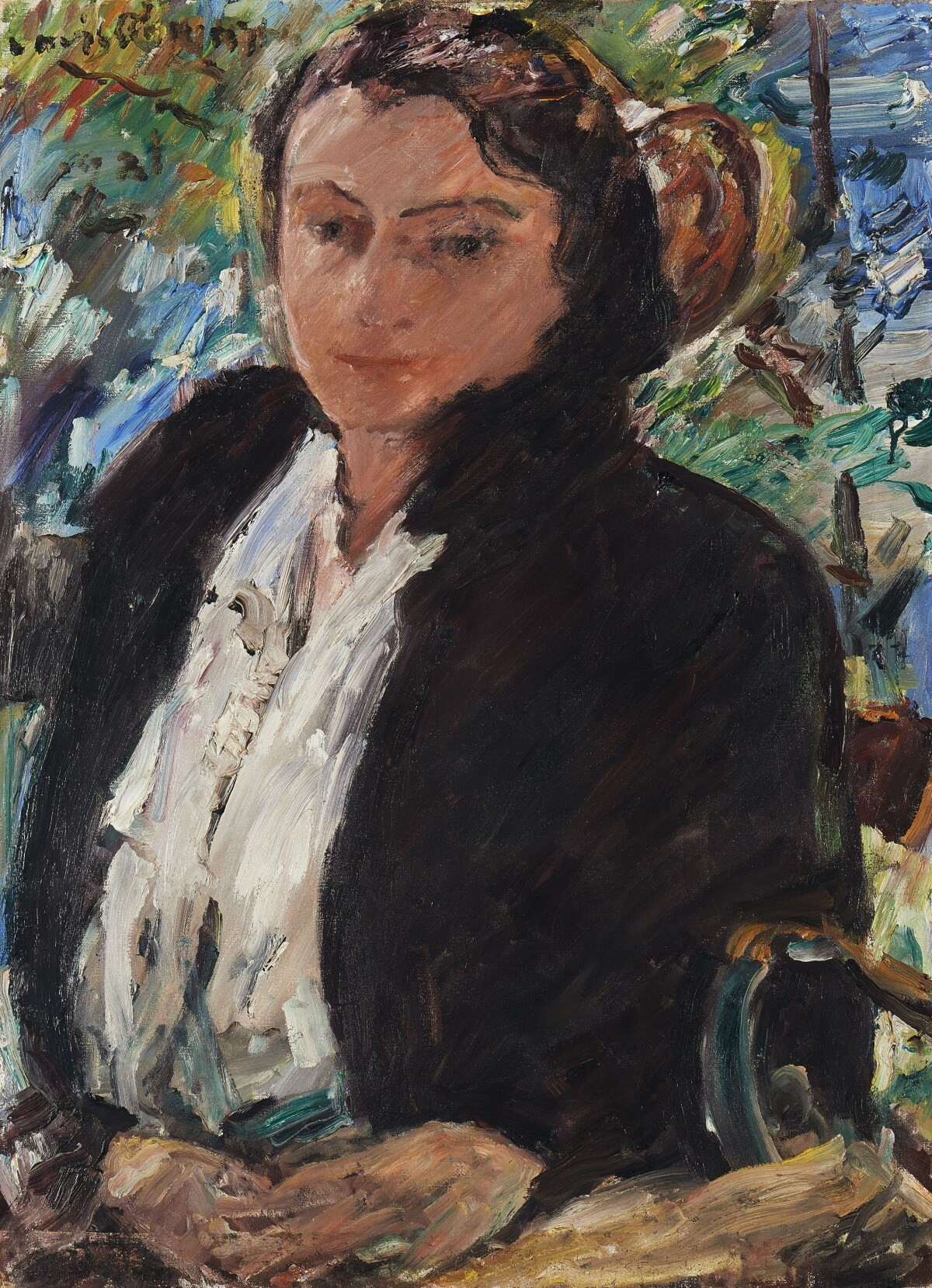
Lovis Corinth: Porträt Charlotte Corinth in grüner Samtjacke, 1921

Charlotte Berend wurde als zweite Tochter des jüdischen Baumwollimporteurs Ernst Berend und seiner Frau Hedwig, geborene Gumpertz, in der Berliner Kochstraße geboren. Ernst Berend stammte aus einer jüdischen Kaufmannsfamilie mit Wurzeln in Dessau und Hamburg, während die Familie Gumpertz seit mehr als 200 Jahren in Preußen lebte und zu den ältesten Schutzjuden des Landes gehörte. Das Geschäft des Vaters befand sich zunächst am Berliner Alexanderplatz, 1884 verlegte er es wie viele erfolgreiche jüdische Kaufleute in das Geschäftsviertel am Kurfürstendamm. Die Familie lebte seitdem in der nahen Burggrafenstraße.
Gemeinsam mit ihrer älteren Schwester Alice Berend (1875–1938), die später als Schriftstellerin bekannt wurde, ging Charlotte auf die öffentliche Charlottenschule nahe dem Magdeburger Platz. In der Schule erhielt sie ihren ersten Zeichenunterricht bei Eva Stort, einer Privatschülerin von Max Liebermann mit sehr modernen Ansichten zum Kunstbetrieb, und bei Karl Stauffer-Bern. Nach ihrem Schulabschluss 1897 entschied sie, ebenfalls Malerin zu werden. Obwohl anfänglich dagegen, willigte ihr Vater aufgrund der zeichnerischen Begabung in ein Kunststudium seiner Tochter ein. 1898 absolvierte sie die Prüfung für die Aufnahme an der Königlichen Kunstschule zu Berlin in der Klosterstraße 75, die als „Vorschule“ der Unterrichtsanstalt des Kunstgewerbemuseums Berlin diente. Sie studierte dort als eine von nur zwei Frauen bei Maximilian Schäfer. Ein Jahr später wurde sie in die Unterrichtsanstalt des Kunstgewerbemuseums aufgenommen und führte ihre Studien bei Ludwig Manzel fort, wo ihr als Fortgeschrittene sogar die Teilnahme an den Herrenklassen im Aktzeichnen erlaubt wurde.
Am 28. Februar 1900 erschoss sich ihr Vater, da er bei Börsenspekulationen sowohl sein eigenes Vermögen verloren wie auch treuhänderische Gelder veruntreut hatte. Hedwig Berend zog mit ihren beiden Töchtern in eine kleine Wohnung am Halensee, Charlotte musste ihr teures Studium beenden.

### Leben mit Lovis Corinth
Charlotte Berend hat 1900 im Rahmen einer Ausstellung bei Paul Cassirer die ersten Bilder von Lovis Corinth gesehen. 1901 stellte sie sich bei ihm vor, um als erste Schülerin die von ihm in Berlin begründete private „Malschule für Weiber“ bzw. die „Malschule für Akt und Porträt“ besuchen zu können. Eine akademische Kunstausbildung war nicht möglich, da Frauen an der Kunstakademie von Ausnahmen abgesehen bis 1919 nicht als Schüler angenommen wurden und somit private Malschulen die einzige Möglichkeit waren. Ab 1902 stand sie Corinth regelmäßig als Modell zur Verfügung und wurde rasch sein bevorzugtes Modell. Das erste Bild Porträt Charlotte Berend im weißen Kleid war ein Vollporträt in einem hellen Kleid mit dunkler Schärpe und entstand am Ende des Semesters auf Anregung von Corinth. Über das Entstehen des Bildes schrieb Charlotte Berend-Corinth später:

„Ich stand in dem kleinen Oberlichtsaal Modell, in dem wir vorher Unterricht gehabt hatten. Er war damals sehr verliebt, ich spröde und kokett. Das war überhaupt meine Grundnote, die auch andern den Kopf verdreht hat.“

Charlotte Berend war zu diesem Zeitpunkt zweiundzwanzig Jahre alt, Lovis Corinth vierundvierzig. Der Kunsthistorikerin Irmgard Wirth folgend „verehrte“ er sie und „wünschte sie sich als Frau und Gefährtin“. Im gleichen Jahr begleitete sie ihn allein zu einer Studienreise nach Horst in Pommern, dem heutigen Niechorze. Während des Aufenthaltes dort vertiefte sich die Beziehung von Lovis Corinth und Charlotte Berend und sie wurden ein Liebespaar. Es entstand in dieser Zeit auch das Gemälde Selbstporträt mit Charlotte Berend und Sektkelch. Charlotte Berend beschrieb in ihren Lebenserinnerungen Mein Leben mit Lovis Corinth, wie sie beide engumschlungen auf einem Steg saßen und sie ihm die Geschichte ihres ersten Heiratsantrags erzählte. Während des Badeurlaubs malte Lovis Corinth das Bild Petermannchen ebenso wie das Paddel-Petermannchen, und Charlotte skizzierte ihren Lehrer in Bleistiftzeichnungen. Sie erhielt zudem ihren ersten offiziellen Auftrag und entwarf das Bühnenbild für zwei Kindertheaterstücke, die von ihrer Schwester Alice geschrieben wurden.
Am 26. März 1904 fand die standesamtliche Hochzeit zwischen Lovis Corinth und Charlotte Berend statt, wobei sie den Doppelnamen Berend-Corinth annahm. Spätere Darstellungen nennen für die Trauung oft den 23. März, die Trauung ist jedoch beurkundet unter StA Berlin-Charlottenburg 1, Heiratsregister Nr. 57/1904. Ein möglicher Hintergrund für die spätere Vorverlegung des Datums könnte das Geburtsdatum des gemeinsamen Sohnes Thomas sein, der am 13. Oktober 1904 (Taufdatum: 4. April 1905) und damit nur sieben Monate nach der Hochzeit geboren wurde. Die Geburt der Tochter Wilhelmine Corinth folgte fünf Jahre später am 13. Juni 1909.
Ab 1906 stellte Charlotte Berend-Corinth ihre ersten Bilder bei den Ausstellungen der Berliner Secession aus, in der ihr Mann ein führendes Mitglied war. Das erste von ihr gezeigte Bild war Die Mütter im Jahr 1906. 1908 präsentierte sie in der 15. Secessionsausstellung mit dem heute verschollenen Gemälde Die schwere Stunde die Darstellung einer Frau in den Geburtswehen, von dem im Lentos Kunstmuseum Linz eine Ölstudie erhalten ist. Sie beeindruckte trotz des gewagten Themas das Publikum und die Fachpresse. Sie konzentrierte sich jedoch in der Zeit vor allem auf die Familie und darauf, als Modell für ihren Mann zur Verfügung zu stehen. Ab 1909 begann sie mit verschiedenen grafischen Arbeiten in Form von lithographischen Mappenwerken und ersten Buchillustrationen. Sie wurde 1911 selbst Mitglied der Berliner Secession und blieb dies auch nach der Abspaltung der Neuen Secession.

„Auch in diesem Jahre sind Frauen an der Ausstellung der Berliner Sezession beteiligt, und zwar vier Malerinnen und drei Bildhauerinnen. Unter den Malerinnen sind zwei die Gattinnen von Führern der Sezession: Charlotte Berend (Frau Corinth) und Alice Trübner, die Lebensgefährtin des Karlsruher Meisters.“

Nach einem schweren Schlaganfall Lovis Corinths 1911 unterbrach sie ihre Arbeiten und konzentrierte sich auf die Pflege ihres Ehemanns, der weiter als Künstler aktiv und erfolgreich blieb. Sie begann 1912 mit ihren Illustrationen für eine Ausgabe von Hans Christian Andersens Die kleine Seejungfrau und reiste zur Erholung gemeinsam mit ihrem Mann an die Riviera in Italien. 1914 besuchten beide Monte-Carlo, St. Moritz und Rom. Charlotte Berend-Corinth erkrankte ihrerseits auf dieser Reise schwer und wurde in dieser Zeit von ihrer Schwester Alice gepflegt.
Im Jahr 1915 wurde Charlotte Berend-Corinth zum ersten Mal in die Jury der Ausstellung der Berliner Secession berufen;  sie war 1915 auf der Herbstausstellung der Galerie Fritz Gurlitt vertreten. 1916 arbeitete sie an einer Folge von lithografischen Porträts des Schauspielers Max Pallenberg, die sehr gut besprochen wurde. Eine weitere Serie grafischer Darstellungen der Opernsängerin Fritzi Massary präsentierte und verkaufte sie 1917 in der Ausstellung der Secession. Es folgten weitere Serien zu Massary, den Tänzerinnen Anita Berber und Valeska Gert sowie weiteren Persönlichkeiten des Dresdner Theaters.
Nach einem ersten Besuch der Familie Corinth in Urfeld am Walchensee im Jahr 1918 auf Empfehlung der Schauspielerin Ilka Grüning kaufte Lovis Corinth 1919 dort ein Grundstück, auf das Charlotte Berend-Corinth ein Haus für „die Corinther“ bauen ließ. Lovis Corinth schrieb dazu: „Von allem, was du für mich getan hast, war deine größte Tat doch der Bau unseres Hauses am Walchensee“. Das Haus wurde zum Rückzugsort der Familie, an dem Corinth seine berühmten Walchensee-Bilder, Porträts und Stillleben malte, während seine Frau sich seinem Willen beugte und die Malerei zeitweise aufgab. Stattdessen konzentrierte sie sich auf ihre Mappenwerke. 1921 malte sie allerdings wieder, diesmal ein Selbstporträt in nachdenklicher Pose als moderne Frau mit kurzgeschnittenem Haar.
Charlotte Berend-Corinth engagierte sich während dieser Zeit allerdings auch weiter in der Berliner Secession, wo sie 1924 in den Vorstand gewählt wurde. Ein Jahr später reiste sie nach Paris und Spanien und malte mehrere Landschaftsbilder.

### Nach dem Tod Corinths
Lovis Corinth starb am 17. Juli 1925 an den Folgen einer Lungenentzündung im Alter von 67 Jahren in Zandvoort. Berend-Corinth stellte nach dem Tod ihres Mannes ihre eigenen Kunstprojekte nochmals zurück und widmete sich zunächst vor allem der Sichtung und Ordnung seines künstlerischen und schriftlichen Nachlasses. 1926 veröffentlichte sie eine von ihr redigierte Autobiografie ihres verstorbenen Ehemannes und organisierte die erste Gedächtnisausstellung in der Nationalgalerie im selben Jahr. Zudem begann sie mit den Arbeiten an dem Werkverzeichnis seiner Gemälde.
Dem Vorstand der Secession gehörte sie bis 1932 an und war auch Jurymitglied für die Kunstausstellungen. Aufgrund ihres Namens und zunehmend auch ihres eigenen Rufes als Porträtistin erhielt sie nach dem Tod ihres Mannes zahlreiche Bildaufträge unterschiedlicher Persönlichkeiten. 1927 wurden Bilder von ihr in der Ausstellung Die schaffende Frau in der Bildenden Kunst gezeigt, weitere Werke stammten von bekannten Künstlerinnen wie Käthe Kollwitz, Eva Stort und Paula Modersohn-Becker. Sie eröffnete eine Schule für angehende Maler in der Berliner Klopstockstraße 48, dem Haus von Corinths ehemaliger Schule. In der Folgezeit unternahm sie eine Reihe von Reisen zu Studienzwecken nach Italien, in die Türkei, nach Ägypten, den Libanon und nach Dänemark.
1930 bekam sie eine Einzelausstellung in der Galerie Neumann-Nierendorf in Berlin. Es folgten zahlreiche weitere Ausstellungsbeteiligungen im deutschsprachigen Raum, darunter 1932 an der Ausstellung Werke deutscher Künstlerinnen in Saarbrücken. Den größten Teil der dreißiger Jahre lebte sie, mit kurzen Unterbrechungen, in Italien. Sie freundete sich 1936 mit einem Italiener namens Fernando an und lebte einige Zeit mit ihm zusammen in Alassio. Dort entwickelte sie ihren sehr eigenen Stil der Landschafts-Aquarellmalerei, mit dem sie auch zu amerikanischen Ausstellungen eingeladen wurde. 1936 hatte sie ihre ersten Kollektivausstellungen in den USA, unter anderem in New York, Davenport und Scranton. Außerdem wurde sie zu internationalen Ausstellungen des Carnegie Institute in Pittsburgh und in eine Galerie in New York eingeladen.
1937 beschlagnahmten und vernichteten die Nationalsozialisten ihr Ölgemälde des Magdeburger Boxers Adolf Wiegert in der Aktion „Entartete Kunst“ aus der Städtischen Galerie Nürnberg.

### Emigration in die USA
1939 emigrierte sie als Jüdin von der Schweiz aus in die Vereinigten Staaten, wo ihr Sohn Thomas bereits seit 1931 in New York ansässig war. Sie blieb wenige Monate in New York und zog 1940 nach Santa Barbara in Kalifornien. Dort lebte sie von 1940 bis 1943 und schloss eine enge Freundschaft mit Donald Bear, dem Direktor des Santa Barbara Museum of Art. 1943 zog sie zurück nach New York City und gründete dort erneut eine Malschule. Auch ihre Tochter Wilhelmine, die vom NS-Regime als sogenannter jüdischer Mischling mit einem Berufsverbot belegt worden war, und deren Mann, die den Zweiten Weltkrieg in Hamburg überlebt hatten, zogen 1948 dorthin. Berend-Corinths Arbeiten bestanden seitdem vor allem aus Landschaftsaquarellen, Stillleben und Porträts und sie veranstaltete zahlreiche Ausstellungen in amerikanischen Privatgalerien und Museen.
1948 veröffentlichte sie ihr autobiografisches Buch Mein Leben mit Lovis Corinth, das sie bereits 1937 abgeschlossen hatte. 1950 folgte die Schrift Als ich ein Kind war, in der sie ihre Jugend in Berlin reflektierte. Im Folgejahr sowie erneut 1952, 1954 und 1958 reiste sie nach Europa, unter anderem auch nach Deutschland und Österreich, wo sie mehrere Ausstellungen zu Lovis Corinth eröffnete. 1956 führte sie eine Kreuzfahrt mit der Tochter zu den Karibischen Inseln. Im selben Jahr stellte sie etwa 40 eigene Aquarelle im Kunstamt Berlin-Reinickendorf aus; diese Bilder wurden anschließend auch im Hamburger Künstlerclub „Die Insel“ gezeigt. Im Jahr 1959 nahm sie mit über 20 Aquarellen an einer Gruppenausstellung in der Städtischen Galerie im Lenbachhaus in München teil.
1958 veröffentlichte sie zum 100. Geburtstag Lovis Corinths das Werkverzeichnis Die Gemälde von Lovis Corinth, das bis heute als Standardwerk betrachtet wird und 1992 von Béatrice Hernad nachbearbeitet wurde. Sie reiste nach Deutschland und veröffentlichte noch im selben Jahr ein weiteres Erinnerungsbuch mit dem Titel Lovis. 1960 und 1961 hatte sie erneut eine Reihe von Ausstellungen in amerikanischen und deutschen Privatgalerien.
Charlotte Berend-Corinth starb am 10. Januar 1967 in New York City. Noch im selben Jahr wurden ihre Werke in der Ostberliner Nationalgalerie gezeigt; sie hatte an der Konzeption der Ausstellung noch mitgewirkt, die durch ihren Tod zur Gedächtnisausstellung wurde.
Charlotte Berend-Corinth war Mitglied des Deutschen Künstlerbundes. Ihre Bibliothek befindet sich heute in der Bibliothek der Akademie der Künste Berlin. 2016 wurden einige ihrer Gemälde im Stadtmuseum Berlin in der Gemeinschaftsausstellung Berlin – Stadt der Frauen gezeigt.

## Bedeutung und Werk
Charlotte Berend-Corinth war lange vor allem als Ehefrau und Modell ihres Mannes Lovis Corinth bekannt, weniger als ernsthafte Künstlerin. Ihre Malerkarriere wurde, dem Zeitgeist entsprechend, von Lovis Corinth nur wenig aktiv unterstützt, während er selbst zu einem der bekanntesten Maler der Berliner Secession wurde. Zu Beginn des 20. Jahrhunderts galt die Auffassung der „gesellschaftlichen Position der Geschlechter“ sowie dem „Verständnis von Autorschaft und Weiblichkeit“, bei dem „das aktiv-formende ‚männliche‘ Subjekt einem zu formenden ‚weiblichen‘ Objekt gegenübergestellt“ wurde. Diese Positionierung und Einordnung erreichte Ende des 19. Jahrhunderts ihren Höhepunkt als Gegenbewegung der zunehmenden Bestrebungen der Frauen zu Selbstbestimmung, Gleichberechtigung und Wahlrecht.
Nach Irmgard Wirth könne man das Wirken und auch das Leben von Charlotte Berend-Corinth nur begreifen und einordnen, wenn man sie „gleichsam in dreifacher Gestalt und Prägung“ betrachte: „Als Gattin von Lovis Corinth und Mutter zweier Kinder“, „als selbstständige Künstlerin“ sowie „als Sachverwalterin des Corinthschen Erbes“.

### Bedeutung als Partnerin und Modell für Lovis Corinth

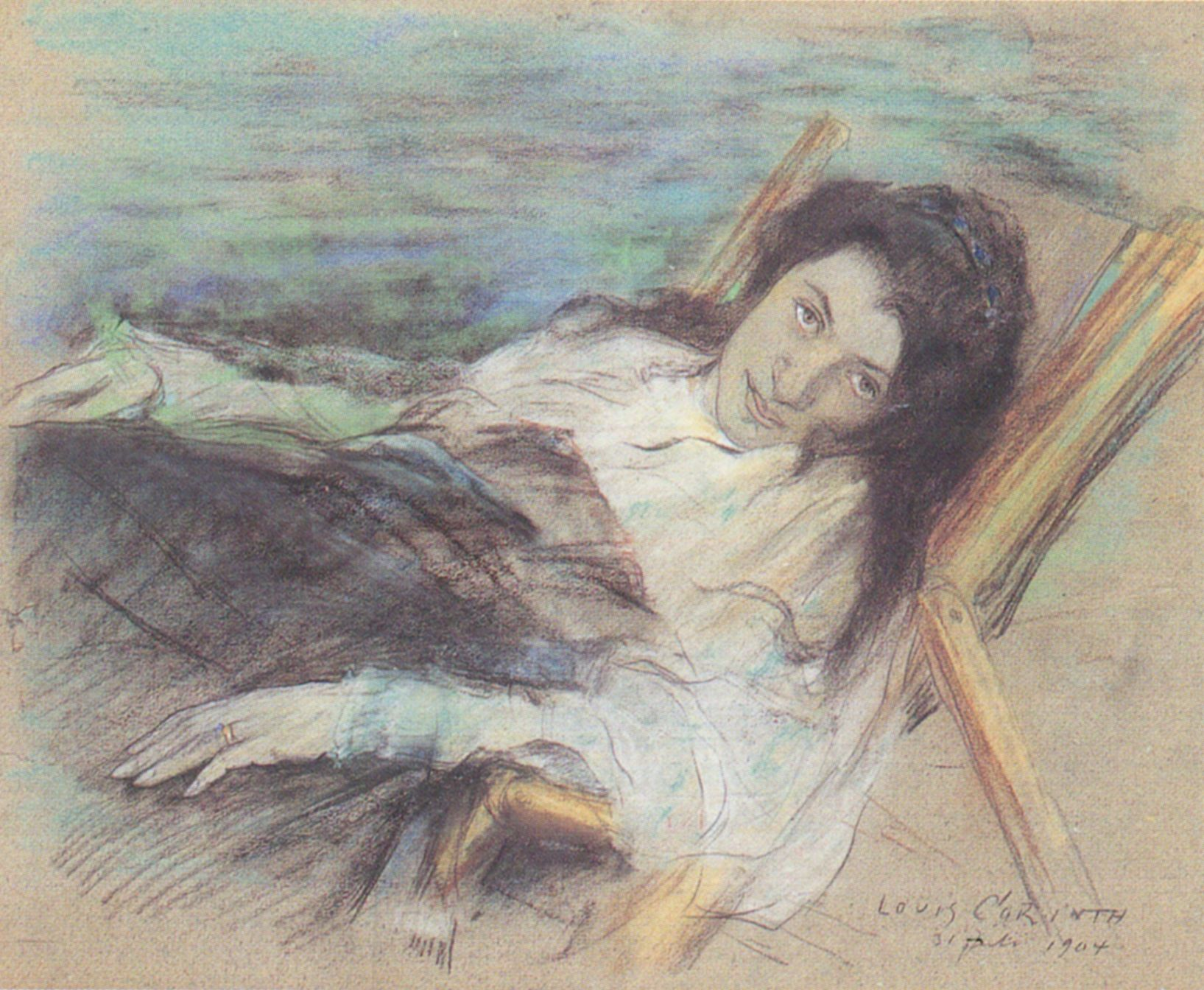
Lovis Corinth: Charlotte Berend im Liegestuhl, 1904 (Aquarell)

Wie viele Frauen in der Kunst war Charlotte Berend-Corinth gleichzeitig Malerin, Muse und Modell. Lovis Corinth malte während seines Lebens zahlreiche Porträts seiner Frau wie auch später seiner Kinder in unterschiedlichen Lebenssituationen und auch gestellten Szenen. Carl Georg Heise schrieb dazu 1958, dass er etwa „80 Bildnisse seiner Gattin geschaffen hat, nicht zu reden von den Werken, zu denen sie ohne bestimmte Bildabsicht Modell gestanden hat.“ Hinzu kommen zahlreiche Zeichnungen und Grafiken, bei denen Charlotte Berend-Corinth von ihm als Motiv gewählt wurde. Nach ihren eigenen Worten waren es sogar mehr als 90 Gemälde, die er von ihr gemacht hatte:

„Als ich deinen Bilderkatalog zusammenstellte, fand ich, daß du mich mit Ölfarben mehr als neunzig Mal dargestellt hast. Unmöglich ist es mir, die Aquarelle, Zeichnungen, Radierungen und Lithographien zu zählen, für die ich dein Modell war.“

Die frühesten Gemälde, auf denen Lovis Corinth seine Schülerin und zu diesem Zeitpunkt zukünftige Frau malte, stammen aus dem Jahr 1902, die letzten Porträts aus dem Jahr 1924. Wie seine Secessionskollegen Max Slevogt und Max Liebermann malte Corinth seine Frau häufig in häuslichen Situationen und griff damit „tradierte Formeln auf“. Während ihre eigenen Arbeiten sich in der frühen Phase und vor allem nach der Geburt des ersten Kindes mit Bildern wie Die schwere Stunde stark auf das eigene Erleben konzentrierten, fanden sie Entsprechungen im Werk Lovis Corinths, der seine Frau als Schwangere und als Mutter darstellte. Obwohl die Beziehung nach außen sehr einseitig wirkt und häufig entsprechend interpretiert wird, wurde jedoch auch von Lovis Corinth sehr stark die Rolle von Charlotte Berend-Corinth als Partnerin und „Zähmerin“ betont, letztere vor allem in dem Bild Mädchen mit Stier, in dem Corinth sich selbst als von ihr gezähmten Stier präsentierte. Anders als seine Künstlerkollegen, etwa Max Liebermann und Max Slevogt, stellte Corinth seine Frau auch in intimen Situationen dar, etwa beim Waschen, Ankleiden und Kämmen. Miriam Esther-Owesle stellt dar, dass die Veränderungen in der Malerei Lovis Corinths und seiner „zunehmend freier werdenden Pinselschrift und der Aufhellung seiner Palette ebenso wie die thematische Erweiterung seiner Motive“ des ersten Jahrzehnts des 20. Jahrhunderts sich vor allem auf den „Umstand des ungezwungenen Miteinanders und inspirierenden Austauschs mit Charlotte Berend“ zurückführen lassen. Allein in den ersten beiden Jahren ihres Zusammenlebens malte Corinth seine Schülerin und spätere Frau etwa 20 Mal in Ölgemälden, und einer Darstellung von Alfred Kuhn zufolge begann mit der Beziehung zu Charlotte Berend „eine neue Epoche in des Malers Schaffen“.
In der folgenden Tabelle sind einige der bekanntesten Gemälde aufgelistet, die Lovis Corinth von Charlotte Berend bzw. Charlotte Berend-Corinth gemalt hat:

| WV-Nr. | Bild | Titel                                            | Datierung | Material, Format                 | Sammlung, Ort                           |
| ------ | ---- | ------------------------------------------------ | --------- | -------------------------------- | --------------------------------------- |
| 231    |      | Mädchen mit Stier                                | 1902      | Öl auf Leinwand 178 × 248 cm     | Hamburger Kunsthalle                    |
| 234    |      | Selbstporträt mit Charlotte Berend und Sektkelch | 1902      | Öl auf Leinwand 108,5 × 98,5 cm  |                                         |
| 236    |      | Maske im weißen Kleid                            | 1902      | Öl auf Leinwand 78,5 × 63,5 cm   | Privatsammlung                          |
| 240    |      | Petermannchen                                    | 1902      | Öl auf Leinwand 119 × 95 cm      | Jüdisches Museum Berlin                 |
| 241    |      | Porträt Charlotte Berend im weißen Kleid         | 1902      | Öl auf Leinwand 105 × 54 cm      | Stiftung Stadtmuseum Berlin             |
| 245    |      | Paddel-Petermannchen                             | 1902      | Öl auf Leinwand 83 × 60 cm       | Niedersächsisches Landesmuseum Hannover |
| 249    |      | Die Malerin Charlotte Berend an der Staffelei    | 1902      | Öl auf Leinwand 58 × 86 cm       | Kunstmuseum Gelsenkirchen               |
| 256    |      | Selbstporträt mit Rückenakt                      | 1903      | Öl auf Leinwand 90 × 101 cm      | Kunsthaus Zürich                        |
| 281    |      | Im Seidenmantel                                  | 1904      | Öl auf Leinwand 83 × 49 cm       | Lentos Kunstmuseum Linz                 |
| 292    |      | Junge Frau mit Katzen                            | 1904      | Öl auf Leinwand 78,5 × 60 cm     | Staatsgalerie Stuttgart                 |
| 308    |      | Matinée                                          | 1905      | Öl auf Leinwand 73 × 62 cm       | Saarlandmuseum, Saarbrücken             |
| 315    |      | Sommer                                           | 1905      | Öl auf Leinwand 58,2 × 56,2 cm   | Museum Behnhaus Drägerhaus, Lübeck      |
| 321b   |      | Nach dem Bade                                    | 1906      | Öl auf Leinwand 80 × 60 cm       | Hamburger Kunsthalle                    |
| 342    |      | Paraphrase                                       | 1907      | Öl auf Leinwand 87 × 65 cm       | Privatsammlung                          |
| 355    |      | Bacchantenpaar                                   | 1908      | Öl auf Leinwand 101,5 × 111,5 cm | Museum Georg Schäfer                    |
| 374a   |      | Der Künstler und seine Familie                   | 1909      | Öl auf Leinwand 175 × 166 cm     | Niedersächsisches Landesmuseum Hannover |
| 394    |      | Donna Gravida                                    | 1909      | Öl auf Leinwand 95 × 79 cm       | Alte Nationalgalerie                    |
| 421    |      | Morgensonne                                      | 1910      | Öl auf Leinwand 68,5 × 80,5 cm   | Hessisches Landesmuseum Darmstadt       |
| 429    |      | Porträt Charlotte Corinth in brauner Bluse       | 1910      | Öl auf Leinwand 105 × 85 cm      | Privatsammlung                          |
| 458    |      | Die Lesende                                      | 1911      | Öl auf Leinwand 45 × 70 cm       | Privatsammlung                          |
| 466    |      | Frau mit Lilien im Treibhaus                     | 1911      | Öl auf Leinwand 89 × 63 cm       | Privatsammlung                          |
| 533    |      | Vor dem Spiegel                                  | 1912      | Öl auf Leinwand 140 × 93 cm      | Worcester Art Museum                    |
| 540    |      | Balkonszene in Bordighera                        | 1912      | Öl auf Leinwand 83,5 × 105 cm    | Museum Folkwang                         |
| 651    |      | Porträt Charlotte Corinth                        | 1915      | Öl auf Leinwand 54,5 × 40,5 cm   | Privatsammlung                          |
| 738a   |      | Dame mit Weinglas                                | 1918      | Öl auf Leinwand 73 × 53 cm       | Von der Heydt-Museum, Wuppertal         |
| 786    |      | Odaliske                                         | 1920      | Öl auf Leinwand 81,4 × 64,7 cm   | Privatsammlung                          |
| 838    |      | Porträt Charlotte Corinth in grüner Samtjacke    | 1921      | Öl auf Leinwand 88 × 64 cm       | Behnhaus, Lübeck                        |
| 961    |      | Carmencita                                       | 1924      | Öl auf Leinwand 130 × 90 cm      | Städel, Frankfurt                       |

### Arbeiten als Künstlerin
Charlotte Berend-Corinth begann schon im Kindesalter mit dem Zeichnen und Malen und besuchte nach ihrem Schulabschluss zuerst die Königliche Kunstschule zu Berlin, wo sie nach einer Prüfung mit einem weiteren Mädchen als einzige weibliche Schülerinnen angenommen wurden, und danach die Unterrichtsanstalt des Kunstgewerbemuseums. Sie hatte als Tochter einer wohlhabenden Kaufmannsfamilie und junge Kunststudentin gute Ausgangsbedingungen, zumindest bis zum Suizid ihres Vaters. Danach fehlten der Familie die Mittel für ein teures Studium am Berliner Kunstgewerbemuseum und sie musste ihre Ausbildung an einer privaten Malschule fortsetzen. In dieser Situation geriet sie 1901 an die Malschule von Lovis Corinth, den sie 1904 heiratete. Nach Darstellung von Irmgard Wirth war dies auf der einen Seite ihre Chance „ihre Anlagen am nachhaltigsten zu fördern“, auf der anderen Seite barg es jedoch auch „die große Gefahr, sich neben einem Großen, neben Corinth, dem so viel reiferen genialen Künstler, […] behaupten“ zu müssen, ohne eine „reine Nachahmerin seiner Kunst“ zu sein.
Charlotte Berend-Corinth konnte allerdings bereits in den 1900er und 1910er Jahren erste eigene Erfolge als Künstlerin bei Ausstellungen der Berliner Secession verzeichnen, wo sie neben Käthe Kollwitz eine der wenigen Frauen war, deren Werke zu dieser Zeit überhaupt angenommen wurden. Anders als häufig dargestellt, gab sie auch im Zusammenspiel mit Lovis Corinth ihre eigene künstlerische Arbeit nie auf und arbeitete vor allem in den ersten Jahren der Beziehung meist mit ihm „Tür an Tür im eigenen Atelier“. Mit ihren Arbeiten aus den frühen Ehejahren konnte sie sich allerdings als sehr eigenständig beweisen und eine „spezifisch weibliche, zugleich auch fast kühne Auffassung“ ihrer Kunst zeigen. 1906 zeigte sie mit dem heute verschollenen Die Mütter ihr erstes Gemälde in der Ausstellung der Berliner Secession und 1908 folgte mit der ebenfalls verschollenen Geburtsszene Die schwere Stunde ein Werk, das trotz oder wegen des gewagten Themas das Publikum und Fachpresse beeindruckte. Mit der Aufnahme dieses Bildes zeigte die Secession zugleich, „dass hier durchaus auch radikale Bilder von Künstlerinnen auf Wohlwollen und Akzeptanz stießen.“ Charlotte Berend-Corinth brach mit der Präsentation mehrere Tabus; vor allem stellte sie mit der Geburt eine Szene in den Mittelpunkt, die in der europäischen Kunsttradition „keineswegs als bildwürdig“ angesehen wurde. Sie schuf zugleich aber auch einen Gegenpol zur traditionellen Sichtweise auf die Frau in der Darstellung, indem sie den meist passiven und in intimen Situationen Dargestellten, die in der Regel den voyeuristischen Blicken der Männer dienten, die Selbstempfindung der in den Mittelpunkt gerückten Frau mit ihren Schmerzen und Entbehrungen bei der Geburt als neues Narrativ entgegensetzte.
Das Bild wurde kritisiert als „gut gemaltes, wie schlecht erdachtes naturalistisches Kraftstück“ wie auch als Bild mit „widerlichem Beigeschmack“, das trotz der „unleugbaren künstlerischen Qualitäten doch durch das naturalistisch Unverhüllte der Szene einen reinen Genuß nicht aufkommen läßt“. Auf der anderen Seite bekam sie allerdings auch sehr viel Lob in der Presse, beim Publikum und bei Künstlerkollegen, darunter bei Max Liebermann, Max Slevogt und vor allem bei Else Lasker-Schüler. Nach der Ausstellung wurde es an den Gynäkologen Paul Straßmann verkauft, der es in seiner Berliner Frauenarztpraxis aufhängte. Andrea Jahn interpretiert das Bild 2022 und zeigt dabei auf, „dass es der Künstlerin in diesem Bild um weit mehr geht als darum, den Geburtsprozess in naturalistischer Form festzuhalten.“ Durch die Wahl des Zeitpunkts zum Einsetzen der Wehen und des dynamischen, impressionistischen Malstils entfernt sie den Frauenkörper von der Bedeutung als „Projektionsfläche männlicher Fantasien“ und konfrontiert die Betrachter mit der Anstrengung der anstehenden Geburt, die sich jedweder Idealisierung verweigert und den kräftezehrenden Prozess offenlegt, „der den Körper an seine Grenzen bringt und nicht dazu geeignet ist, das klassische Bild von passiver Weiblichkeit zu bestätigen.“ Sie konfrontiert damit ihr Publikum „mit einem Selbstporträt, in dem die Fähigkeit, ein Kind zur Welt zu bringen, zu einem wichtigen Teil künstlerischer Selbstbehauptung wird.“ Charlotte Berend-Corinth hatte in den folgenden Jahren mit ihren Bildern weitere Ausstellungen, etwa beim Deutschen Künstlerbund 1910 in Darmstadt, 1911 in Leipzig und 1913 in Mannheim.
Eine Zäsur in ihrer Arbeit stellte der erste Schlaganfall ihres Mannes im Jahr 1911 dar, durch den sie sich noch mehr um ihn und die Familie kümmern musste, als sie dies bis dahin bereits tat. Nachdem er sich erholt hatte, arbeitete sie 1912 mit ihren Illustrationen für eine Ausgabe von Hans Christian Andersens Die kleine Seejungfrau. Es folgten mehrere Mappenwerke und Buchillustrationen, in denen sie die ihr bekannten Theaterschauspieler Max Pallenberg, Anita Berber, Fritzi Massary und Valeska Gert in den späten 1910er und 1920er Jahren unterstützte. Vor allem die freizügigen Darstellungen der Protagonisten des Babylon-Theaters Berlin sorgten dabei für Aufregung. Besonders in ihren Aktdarstellungen stellte sie dabei die weibliche Figur „erotisch konnotiert“ in „burlesken Szenen“ dar, wobei vor allem das aus acht Lithographien bestehende Mappenwerk zu Anita Berger aus dem Jahr 1919 durch seine offenen und intimen Darstellungen und die Betonung der pikanten, „provokativ-erotischen“, schwarzen Strümpfe und einer offenen autoerotischen Szene, bei der die Protagonistin ihre Hände offensichtlich zur Masturbation auf ihre Vulva zwischen den gespreizten Beinen legt, „einen Gegenentwurf zur Prüderie des Wilhelminischen Zeitalters“ bildet. Die Bilder warfen „bürgerliche Ressentiments“ hervor, zumal die Dargestellte eine bekannte Person des öffentlichen Lebens und für ihren ausschweifenden Lebensstil und ihr Liebesleben bekannt war. Später porträtierte sie unter anderen Personen wie Lucie Höflich, Michael Bohnen, Werner Krauß, Paul Bildt und Ilka Grüning.
1924, ein Jahr vor dem Tod ihres Mannes, wurde sie in den Vorstand der Berliner Secession berufen und übernahm durch ihre Vernetzung „eine wichtige Rolle in der avantgardistischen Kunstpolitik der Weimarer Republik“. Der Tod von Corinth traf sie allerdings sehr hart. Sie konzentrierte sich nun auf dessen Werkaufbereitung, zugleich begann sie jedoch auch wieder damit, eigene Werke zu schaffen und ihre künstlerische Laufbahn weiterzuführen. Es entstanden mehrere Stillleben und Porträts wie etwa 1926 des Architekten Hans Poelzig und des Boxers Adolf Wiegert. Letzterer stellt eine Darstellung als Teilakt während eines Kampfes dar, wobei es zugleich Berend-Corinths erste bekannte Aktdarstellung war. Dass eine Frau einen Männerkörper malte, war weiterhin unüblich und die Darstellung der athletischen Körper weitgehend Männern vorbehalten. Der Sportler wurde von ihr zudem als fragiler, angeschlagener Mann im Ring gezeigt, der einem möglichen Misserfolg entgegensah. Weitere Bilder malte sie auf ihren Reisen und 1930 konnte sie ihre Werke in einer ersten ihr gewidmeten Ausstellung in Berlin zeigen. 1931 malte sie Porträts des preußischen Kultusministers Adolf Grimme und des Kabarettisten Paul Graetz. Gerade das Gemälde von Adolf Grimme wird von Kratz-Kessemeier als „kunstpolitisches Statement“ betrachtet, da Grimme wie kaum ein anderer Kulturpolitiker seiner Zeit für eine offene und moderne Kunstpolitik der Weimarer Republik stand. Nach Kratz-Kessemeier weist das Porträt durch die Wahl des Porträtierten auf die aktive Rolle Berend-Corinths und ihren Einsatz als Secessionistin für eine liberale moderne Kunstpolitik hin. Bereits kurz nach der Abdankung des deutschen Kaisers Wilhelm II. im Jahr 1918 unterstützte das neue Kultusministerium unter der Leitung von Konrad Haenisch die Künstlerin durch den Ankauf mehrerer Bilder und brachte diese in die Berliner Nationalgalerie, und im Sommer 1919 war sie neben anderen Künstlern und Künstlerinnen in der Großen Berliner Kunstausstellung im Berliner Glaspalast mit sieben Gemälden vertreten.
Im gleichen Jahr wie ihr Porträt von Grimme, 1931, entstand ihr Bild Selbstbildnis mit Modell, das die damals 51-jährige Malerin sitzend mit einer neben ihr stehenden nackten jungen Frau zeigt. Es befindet sich seit 1931 im Besitz der Stiftung Preußischer Kulturbesitz in Berlin und heute in der Sammlung der Neuen Nationalgalerie. Das Bild wird von Andrea Jahn als um ein weibliches Modell erweitertes Selbstporträt beschrieben, in dem sich Charlotte Berend-Corinth sechs Jahre nach dem Tod ihres Mannes von diesem emanzipiert und sich selbst als Malerin in einer Position darstellt, die in ihrer Vergangenheit Lovis Corinth eingenommen hat, deren Modell sie während ihrer Beziehung war. Auch Owesle stellt dieses Bild in Beziehung zu frühen Werken von Lovis Corinth, vor allem dessen Selbstporträt mit Rückenakt von 1903, und bezeichnete es als einen „puppenhaft anmutenden Frauenakt“. Nach ihrer Deutung waren die Selbstporträts der 1930er Jahre vor allem Teil eines Selbstfindungsprozesses der Künstlerin, „in denen sie ihre Profession deutlich in Szene setzt“. Alexander Pütz interpretiert das Bild als „Visualisierung des erworbenen Selbstverständnisses als Künstlerin“, verortet „in einem Kunstsystem, in dem das Modell zumeist weiblich ist und zu bleiben scheint.“
1936 wurden ihre Bilder zum ersten Mal in den USA, unter anderem in New York, Davenport und Scranton, gezeigt, und sie wurde zu internationalen Ausstellungen des Carnegie Institute in Pittsburgh eingeladen. Nach ihrer Emigration in die Vereinigten Staaten im Jahr 1939 arbeitete sie weiterhin erfolgreich bis zu ihrem Tod im Jahr 1967 als Künstlerin. Sowohl in New York wie auch in Santa Barbara in Kalifornien entstanden zahlreiche Bilder von ihr, darunter neben Landschaftsbildern und Stillleben auch viele Porträts und Selbstporträts. Nach Irmgard Wirth zeichneten sich vor allem ihre Aquarelle aus der Zeit in den Vereinigten Staaten durch eine frohe Farbigkeit aus. Ihr Selbstporträt von 1941, gemalt in Santa Barbara, zeigt sie mit einem Brief ihrer Tochter Wilhelmine und stellt sie somit als Mutter dar, die „die unüberwindliche Ferne zwischen ihr, ihrem amerikanischen Exil und ihrer Tochter in Deutschland“ aufzeigt. Nach ihrem Tod geriet ihre Kunst allerdings zunehmend in Vergessenheit und eine Aufbereitung ihres eigenen Schaffens fand nur bruchstückhaft statt.

### Werkaufbereitung von Lovis Corinth und schriftstellerische Arbeiten
Nach dem Tod ihres Mannes erschloss Charlotte Berend-Corinth dessen künstlerisches Werk und bereitete es auf. Daneben verarbeitete sie ihre Erinnerungen in mehreren Lebensdarstellungen und Porträts zu Lovis Corinth. Als Lovis Corinth 1925 starb, war Charlotte Berend-Corinth 45 Jahre alt. Sie entschloss sich, die Werke des Verstorbenen „gründlich zu sichten und zu ordnen“. Zudem begann sie damit, die gesammelten Aufzeichnungen Corinths als Selbstbiografie zu veröffentlichen. Nach ihren eigenen Angaben hatte Corinth diese ungeordnet immer dann „irgendwo in irgendein Heft“, und „oftmals gefeilt oder abgebrochen, wiederholentlich eingesprengt und alles, wie es [ihm] gerade kam“. Sie ergänzte die Schriften durch eine Reihe von radierten Selbstbildnissen des Künstlers und veröffentlichte sie im Jahr 1926 beim S. Hirzel Verlag in Leipzig.
Kurz darauf begann sie mit der Arbeit an einem Werkverzeichnis seiner Gemälde, an dem sie bis 1958 arbeitete. Es erschien in einer Ausgabe mit 1700 Abbildungen und mehr als 1000 Einträgen zu allen seinen Gemälden von 1879 bis 1925, die sie in der Literatur, in Ausstellungskatalogen und in Sammlungen aufspüren konnte. Sie selbst schrieb über die Arbeit im Vorwort des Werkverzeichnisses:

„Von den Schwierigkeiten, die mir bevorstanden, hatte ich mir keine rechte Vorstellung gemacht, obwohl ich begünstigt gewesen war, fast alle Gemälde vom Jahre 1902 ab zu kennen. Mehr noch als das: Ich habe sie entstehen sehen. Ich hatte gesehen, wie Corinth sie malte. […] Ich war völlig vertraut mit dem ganzen Werke. […] Der Oeuvre-Katalog umfaßt 46 Arbeitsjahre.“

Parallel zur Aufarbeitung des Lebenswerkes von Lovis Corinth rief sich Charlotte Berend-Corinth auch die Erinnerungen an ihre Jahre mit Lovis Corinth zurück und notierte sie in ihre Tagebücher, die sie 1948 in dem Buch Mein Leben mit Lovis Corinth veröffentlichte. Diese Aufzeichnungen widmete sie ihren Kindern Wilhelmine und Thomas, sie umfassen die Tagebücher vom 30. August 1925 bis zum 13. Dezember 1937. Kurz darauf, 1950, erschien ihr zweites Erinnerungsbuch Als ich ein Kind war, in dem sie ihre eigene Kindheit in Berlin reflektierte. Eine weitere Aufarbeitung ihres Lebens mit Lovis Corinth beschrieb sie in Lovis, das wie das Werkverzeichnis 1958 erschien und sich im Gegensatz zu Mein Leben mit Lovis Corinth mehr seinem künstlerischen Werk widmete.

## Werke (Auswahl)

### Gemälde und Zeichnungen
- Henny (Henriette Seckbach) (1905), Städtische Galerie im Lenbachhaus und Kunstbau München
- Die Mütter (1906), verschollen
- Porträt des Ludwig Kraft (1907), Harvard Art Museums
- Schlafendes Kind (1908), Prof. Dr. Heinz R. Böhme gemeinnützige Stiftung, Museum Kunst der verlorenen Generation, Salzburg
- Die schwere Stunde (Studie) (1908)
- Die schwere Stunde (1908), verschollen
- Die grüne Wiese, St. Ulrich, Tirol (Familie Corinth und Familie Kraft) (1911), Harvard Art Museum / Busch-Reisinger-Museum, The Arthur Kraft Collection
- Porträt eines jungen Künstlers (1912)
- Moräne und Schuppen bei Gastein (o. J.), Smithsonian American Art Museum
- Max Pallenberg in der Rolle des Figaro (1917), Stiftung Stadtmuseum Berlin
- Selbstporträt (1921), Friedhelm-Oriwol-Stiftung, Walchensee-Museum, Urfeld
- „Baronin von R.“ (Zeichnung, publiziert in Der Kunstwanderer, 2. Novemberheft 1921, S. 129.)
- Traubenstillleben (1923), Prof. Dr. Heinz R. Böhme gemeinnützige Stiftung, Museum Kunst der verlorenen Generation, Salzburg
- Porträt Kate Born Schaeffer (1920–1925), Saarlandmuseum – Moderne Galerie, Saarbrücken
- Porträt von Lisa Wichenbach mit ihrem Sohn, Felix, und Thomas Corinth (1924), Privatsammlung
- Toleo (1925), Staatliche Museen zu Berlin, Nationalgalerie
- Traubenstillleben (1925), Exil-Sammlung Memoria Thomas B. Schumann, Hürth
- Schachspieler in Lovis Corinths Krankenzimmer in Amsterdam 1925 (1925–1930), Staatliche Museen zu Berlin, Nationalgalerie
- Porträt des Architekten Hans Poelzig (1926), Staatliche Museen zu Berlin, Nationalgalerie
- Der Boxer (Adolf Wiegert in der Kampfphase) (1926), zerstört
- Araberfrauen und Karawane (1927), Berlinische Galerie – Landesmuseum für Moderne Kunst
- Bei der Dattelernte (1927 oder 1928), Pommersches Landesmuseum Greifswald
- Mädchen am Strand von Westerland (1929), Museum Wiesbaden
- Iris in bauchiger Vase (Aquarell, 1920er-Jahre), Exil-Sammlung Memoria Thomas B. Schumann, Hürth
- Die Malerin (1930), Privatbesitz
- Tennisspieler (1930), Exil-Sammlung Memoria Thomas B. Schumann, Hürth
- Mine Corinth auf einem Diwan, ein Buch lesend (um 1930), Jüdisches Museum Berlin
- Bildnis des Kultusministers Adolf Grimme (1931), Privatbesitz
- Porträt Paul Graetz (1931), Stiftung Stadtmuseum Berlin
- Porträt Dr. Georg Zondek (1931), Harvard Art Museums
- Selbstporträt in Volkstracht (o. J.), Privatbesitz
- Selbstporträt mit Modell (1931), Staatliche Museen zu Berlin, Nationalgalerie
- Mutter mit Kind (1936), Museum Pfalzgalerie Kaiserslautern
- Porträt Fernando (1936)
- Selbstporträt (Maiori, Italien) (1937), Privatbesitz
- Selbstporträt, Santa Barbara, Kalifornien (1941), Jüdisches Museum Berlin
- Großes Weintrauben-Stillleben (1945), Exil-Sammlung Memoria Thomas B. Schumann, Hürth
- Blumen in Henkelkrug (Aquarell, 1955), Exil-Sammlung Memoria Thomas B. Schumann, Hürth
- Selbstporträt (Aquarell, 1960), Privatbesitz
- Großer Blumenstrauß (Aquarell, 1965), Exil-Sammlung Memoria Thomas B. Schumann, Hürth

### Mappenwerke (Lithographien)
- Max Pallenberg. 9 Original-Lithographien. Oesterheld, Berlin 1918.
- Fritzi Massary. 6 Original-Lithographien. Gurlitt Presse, Berlin 1919.
- Anita Berber. 8 Original-Lithographien. Gurlitt Presse, Berlin 1919.
- Valeska Gert. 8 Original-Lithographien. Einleitung von Oscar Bie. Bischoff, München 1920.

### Schriften
- Lovis Corinth: Selbstbiografie, zusammengestellt und redigiert von Charlotte Berend-Corinth, Hirzel, Leipzig 1926.
- Mein Leben mit Lovis Corinth. Hamburg 1948.
  - Mein Leben mit Lovis Corinth. Paul List Verlag, München 1958. List-Bücher 113.
  - Mein Leben mit Lovis Corinth. In: Kerstin Englert (Hrsg.): Lovis Corinth. Gesammelte Schriften. Mann, Berlin 1995, ISBN 3-7861-1840-X, S. 175–271.
  - Mein Leben mit Lovis Corinth. Charlotte Berend-Corinth, Verlag Leipzig; Deutsche Nationalbibliothek, Frankfurt am Main 2022, Original 1948, Online-Ressource (235 S.), DNB-Link: .
- Als ich ein Kind war. Hamburg 1950.
- Die Gemälde von Lovis Corinth. Werkverzeichnis. F. Bruckmann, München 1958.
  - Die Gemälde von Lovis Corinth. Werkverzeichnis, überarbeitet durch Béatrice Hernad, F. Bruckmann, München 1992, ISBN 3-7654-2566-4.
- Lovis. München 1958.
- Vorwort. In: Heinrich Müller: Die Späte Graphik von Lovis Corinth. Lichtwarkstiftung, Hamburg 1960.

## Belege
1. 1 2 3 4 5 6  „Chronologie.“ In: Andrea Jahn (Hrsg.): Charlotte Berend-Corinth – Wiederentdeckt. Hirmer, München 2022, ISBN 978-3-7774-3939-6; S. 178–179.
2. 1 2 3 4 5 6 7 8 9 10 11  „Charlotte Berend-Corinth“ in: Irmgard Wirth: Charlotte Berend-Corinth. Gemälde – Aquarelle – Graphik. Berlin Museum, Berlin 1969. S. 2–3.
3. 1 2 3 4  Kristina Kratz-Kessemeier: „»Ich bin also im Kampfe.« Charlotte Berend-Corinth als kunstpolitische Netzwerkerin und Mitgestalterin einer freien staatlichen Moderneförderung der Weimarer Republik.“ In: Andrea Jahn (Hrsg.): Charlotte Berend-Corinth – Wiederentdeckt. Hirmer, München 2022, ISBN 978-3-7774-3939-6; S. 78–86.
4. 1 2 3 4 5  Martina Weinland: Charlotte Berend-Corinth (1875–1938). In: Paul Spies, Martina Weinland: Berlin – Stadt der Frauen. couragiert & feminin, 20 außergewöhnliche Biografien. Stiftung Stadtmuseum Berlin, 2016, ISBN 978-3-939254-36-2, S. 91–100.
5. 1 2 3 4 5 6 7  Alexander Pütz: „Charlotte Berend und der Akt – zwischen traditionellem Curriculum und Emanzipation.“ In: Andrea Jahn (Hrsg.): Charlotte Berend-Corinth – Wiederentdeckt. Hirmer, München 2022, ISBN 978-3-7774-3939-6; S. 78–86.
6. 1 2 3 4 5 6  „Dreiklang des Lebens: Die Gattin von Lovis Corinth“ in: Irmgard Wirth: Charlotte Berend-Corinth. Gemälde – Aquarelle – Graphik. Berlin Museum, Berlin 1969. S. 4–8.
7. 1 2  Charlotte Berend-Corinth: Mein Leben mit Lovis Corinth. Hamburg 1948.
8. ↑  Lothar Brauner: Petermannchen, 1902. In: Peter-Klaus Schuster, Christoph Vitali, Barbara Butts (Hrsg.): Lovis Corinth. Prestel, München 1996, ISBN 3-7913-1645-1, S. 149.
9. ↑  Lothar Brauner: Paddel-Petermannchen, 1902. In: Peter-Klaus Schuster, Christoph Vitali, Barbara Butts (Hrsg.): Lovis Corinth. Prestel, München 1996, ISBN 3-7913-1645-1, S. 148.
10. 1 2 3 4 5 6 7 8  „Chronologie.“ In: Andrea Jahn (Hrsg.): Charlotte Berend-Corinth – Wiederentdeckt. Hirmer, München 2022, ISBN 978-3-7774-3939-6; S. 180–181.
11. ↑  Aus der Frauenwelt. In: Wiener Hausfrauen-Zeitung. Nr. 26, 27. Juni 1909, S. 327 (ANNO – AustriaN Newspapers Online [abgerufen am 2. September 2024]).
12. ↑  Kunstmarkt. Wochenschrift für Kenner u. Sammler – 12.1915. S. 20.
13. 1 2  Charlotte Berend-Corinth (1880–1967). Stiftung Stadtmuseum Berlin online, abgerufen am 2. September 2024.
14. 1 2 3 4 5 6 7 8  Miriam-Esther Owesle: „Zwischen Impression und Inszenierung. Charlotte Berend Corinth im Spiegel von Porträt und Selbstporträt.“ In: Andrea Jahn (Hrsg.): Charlotte Berend-Corinth – Wiederentdeckt. Hirmer, München 2022, ISBN 978-3-7774-3939-6; S. 50–65.
15. 1 2 3 4 5 6  „Chronologie.“ In: Andrea Jahn (Hrsg.): Charlotte Berend-Corinth – Wiederentdeckt. Hirmer, München 2022, ISBN 978-3-7774-3939-6; S. 182–183.
16. ↑  Datenbank zum Beschlagnahmeinventar der Aktion „Entartete Kunst“, Forschungsstelle „Entartete Kunst“, FU Berlin.
17. ↑  Städtische Galerie im Lenbachhaus, München (Hrsg.): Ausstellungskatalog Charlotte Berend-Corinth – Leo Marschütz – Werner Glich. Jan.–Feb. 1959. München 1959.
18. ↑  Die Gemälde von Lovis Corinth. Werkverzeichnis. München 1958; überarbeitet 1992 durch Béatrice Hernad.
19. ↑  Ordentliche Mitglieder des Deutschen Künstlerbundes seit der Gründung 1903 / Berend-Corinth, Charlotte. (Memento vom 4. März 2016 im Internet Archive). In: kuenstlerbund.de. Abgerufen am 2. September 2024.
20. ↑  Dagmar Jank: Bibliotheken von Frauen: ein Lexikon. Harrassowitz, Wiesbaden 2019 (Beiträge zum Buch- und Bibliothekswesen; 64), ISBN 978-3-447-11200-0, S. 23.
21. 1 2 3 4 5 6 7 8  Andrea Jahn: „Eine schwere Geburt – Charlotte Berends Bilder über weibliche Kreativität und Selbstbehauptung.“ In: Andrea Jahn (Hrsg.): Charlotte Berend-Corinth – Wiederentdeckt. Hirmer, München 2022, ISBN 978-3-7774-3939-6; S. 20–35.
22. ↑  „Dreiklang des Lebens“ in: Irmgard Wirth: Charlotte Berend-Corinth. Gemälde – Aquarelle – Graphik. Berlin Museum, Berlin 1969. S. 4.
23. ↑  Carl Georg Heise: Lovis Corinth – Bildnisse seiner Frau. Werkmonographien zur bildenden Kunst in Reclams Universal-Bibliothek Nr. 26. Reclam-Verlag, Stuttgart 1958, S. 4.
24. ↑  Alfred Kuhn: Lovis Corinth. Berlin 1925; S. 86.
25. 1 2 3 4 5 6 7  „Dreiklang des Lebens: Die Malerin“ in: Irmgard Wirth: Charlotte Berend-Corinth. Gemälde – Aquarelle – Graphik. Berlin Museum, Berlin 1969. S. 19–23.
26. 1 2 3 4 5 6  Andrea Jahn: „Vorwort.“ In: Andrea Jahn (Hrsg.): Charlotte Berend-Corinth – Wiederentdeckt. Hirmer, München 2022, ISBN 978-3-7774-3939-6; S. 6–11.
27. 1 2  Selbstbildnis mit Modell. In: recherche.smb.museum. Datenbank der Staatlichen Museen zu Berlin, Stiftung Preußischer Kulturbesitz, abgerufen am 2. September 2024.
28. 1 2  „Dreiklang des Lebens: Die Sachverwalterin des Werkes von Lovis Corinth und die Schriftstellerin“ in: Irmgard Wirth: Charlotte Berend-Corinth. Gemälde – Aquarelle – Graphik. Berlin Museum, Berlin 1969. S. 19–23.
29. ↑  Lovis Corinth: Selbstbiografie. Hirzel, Leipzig 1926. (Digitale Version bei zeno.org, abgerufen am 2. September 2024).
30. ↑  Charlotte Berend-Corinth: Die Gemälde von Lovis Corinth. Werkverzeichnis. F. Bruckmann, München 1958.
31. ↑  Charlotte Berend-Corinth: Als ich ein Kind war. Hamburg 1950.
32. ↑  Charlotte Berend-Corinth: Lovis. München 1958.